# 新妻秀規
新妻 秀規（にいづま ひでき、1970年7月22日 - ）は、日本の政治家。参議院議員（2期）、文部科学大臣政務官兼内閣府大臣政務官兼復興大臣政務官、復興副大臣を歴任した。

## 経歴
1970年7月22日、埼玉県越谷市に生まれる。越谷市立鷺後小学校、麻布中学校・高等学校卒業。1993年、東京大学工学部航空宇宙工学科卒業。1995年、東京大学大学院工学系研究科航空宇宙工学専攻修士課程修了。在学中は航空宇宙工学の研究とラグビー部の練習に打ち込む。
1995年、川崎重工業に入社し、航空宇宙事業本部に勤務。2度のアメリカ赴任を経験する。ボーイング社で計5年間勤務し、最新鋭旅客機ボーイング787の開発などに携わった。その間に父が交通事故に遭い、家業のラーメン屋が倒産。実家に仕送りを続けて両親を支え、約1,000万円の借金を約6年かけて完済する。
2008年には宇宙航空研究開発機構（JAXA）の宇宙飛行士候補者選抜試験を受験し、2次選抜（残り50名）まで進む。
2013年7月、草川昭三の事実上の後継として第23回参議院議員通常選挙に公明党から比例区で立候補し、得票数党内7位（26,044票）で初当選した。
2017年8月7日、第3次安倍第3次改造内閣で文部科学大臣政務官（兼内閣府大臣政務官・復興大臣政務官）に任命される。
2019年7月21日、第25回参議院議員通常選挙に公明党から比例区で立候補して再選される（281,832票）。
2021年11月11日、第2次岸田内閣で復興副大臣に任命される。就任に際し、福島の風評被害払拭や創造的復興に取り組むと表明するとともに、「福島は亡き父の故郷で親戚も被災しており、この職責はわがごと」と抱負を語った。（新妻の父はいわき市出身）
2025年7月20日、第27回参議院議員通常選挙に公明党から比例区で立候補して落選（218,999票）。

## 政策
- 選択的夫婦別姓導入に「どちらかと言えば賛成」としている[8]。
- 日本国憲法第9条・96条の改正に反対[9]。
- 集団的自衛権を認めるべきでない[9]。
- 沖縄県の普天間基地は国外に移設すべきだ[9]。
- 日本の核武装について、将来にわたって検討すべきでない[9]。
- 首相や閣僚は靖国神社に、参拝すべきでない[9]。
- 村山談話・河野談話を見直すべきでない[9]。
- 労働市場の規制緩和を進め、企業側が金銭を払えば解雇しやすくすることに反対[9]。
- 日本の原発について、当面は必要だが、将来は廃止すべきだ[9]。
- 外国への原発の輸出を進めるべきでない[9]。

## 人物
- 特技は英語で、TOEIC975点、英検1級、国連英検A級などを所有する[10]。
- 技術士（航空・宇宙部門、総合技術監理部門）の国家資格を取得している[10]。
- 日本防災士機構の防災士資格を所有する[10]。

## 現在の役職

### 公明党
- 環境部会長代理
- 復興・防災部会長代理
- 国際局次長
- 文化局次長
- 愛知県本部副代表
- 中部方面副幹事長
- 三重・岐阜・石川・富山・静岡各県本部顧問

### 参議院
- 参議院総務委員長
- 災害対策特別委員長

### 議員連盟
- 与党技術士議員連盟 副幹事長
- 日本（福島）・ワシントン友好議員連盟 事務局長
- 航空機産業議員連盟
- 日米欧総合安全保障議員協議会
- スポーツ議員連盟
- マンガ・アニメ・ゲームに関する議員連盟
- 国会ラグビークラブ
- 超党派災害時医療船舶利活用推進議員連盟

## 選挙歴
| 当落 | 選挙                     | 執行日         | 年齢 | 選挙区       | 政党   | 得票数     | 得票率 | 定数 | 得票順位 /候補者数 | 政党内比例順位 /政党当選者数 |
| ---- | ------------------------ | -------------- | ---- | ------------ | ------ | ---------- | ------ | ---- | ------------------ | ---------------------------- |
| 当   | 第23回参議院議員通常選挙 | 2013年07月21日 | 43   | 参議院比例区 | 公明党 | 2万6044票  | ーー   | 48   | 7/17               | 7/7                          |
| 当   | 第25回参議院議員通常選挙 | 2019年07月21日 | 49   | 参議院比例区 | 公明党 | 28万1832票 | ーー   | 50   | 5/17               | 5/7                          |
| 落   | 第27回参議院議員通常選挙 | 2025年07月20日 | 55   | 参議院比例区 | 公明党 | 21万8999票 | ーー   | 50   | 6/17               | 6/4                          |